# Islas Alphonse
Las islas Alphonse o también grupo Alphonse (del francés: 'Groupe Alphonse') y en inglés: Alphonse Group es un grupo de pequeñas islas del archipiélago de las Seychelles, localizado en aguas del océano Índico.

## Geografía
El grupo Alphonse se encuentra en el centro de las Seychelles y de las islas Exteriores. Mahé, la isla principal del país, está a 403 kilómetros hacia el noreste. El grupo Alphonse se compone de dos atolones separados por un canal de 3 kilómetros de ancho: al norte está el atolón Alphonse, que sólo tiene una isla, la isla Alphonse, y al sur se encuentra el atolón Saint-François, que tiene dos pequeñas islas, la isla Bijoutier y la isla Saint-François. La superficie de tierras emergidas es 1,96 km², pero los atolones tienen unos 50 km² de superficie, lagunas incluidas. Sólo la isla Alphonse está habitada por unas 300 personas.
| Nombre                | Superficie (km²) | Población | Densidad (hab/km²) |
| --------------------- | ---------------- | --------- | ------------------ |
| Atolón Alphonse       | 1,74             | 300       | 172,41             |
| Atolón Saint-François | 0,196            | 0         | 0                  |
| Grupo Alphonse        | 1,936            | 300       | 154,96             |

## Historia
Las islas pueden haber sido descubiertas con anterioridad por los africanos o por marineros árabes o indios. El grupo de islas fue encontrado por los occidentales el 28 de enero de 1730 por Alphonse Pontevès, comandante francés de la fragata Le Lys. Nombró el atolón St. François en honor de San Francisco de Sales y el atolón Alphonse probablemente en su propio honor.